# Argyrodes scapulatus
Espèce
Argyrodes scapulatus est une espèce d'araignées aranéomorphes de la famille des Theridiidae.

## Distribution
Cette espèce est endémique des îles du Cap-Vert.

## Publication originale
- Schmidt, Geisthardt & Piepho, 1994 : Zur Kenntnis der Spinnenfauna der Kapverdischen Inseln (Arachnida: Araneida). Mitteilungen des Internationalen Entomologischen Vereins, vol. 19, no 3/4, p. 81-126 (texte intégral).